# Mela (immaginario)

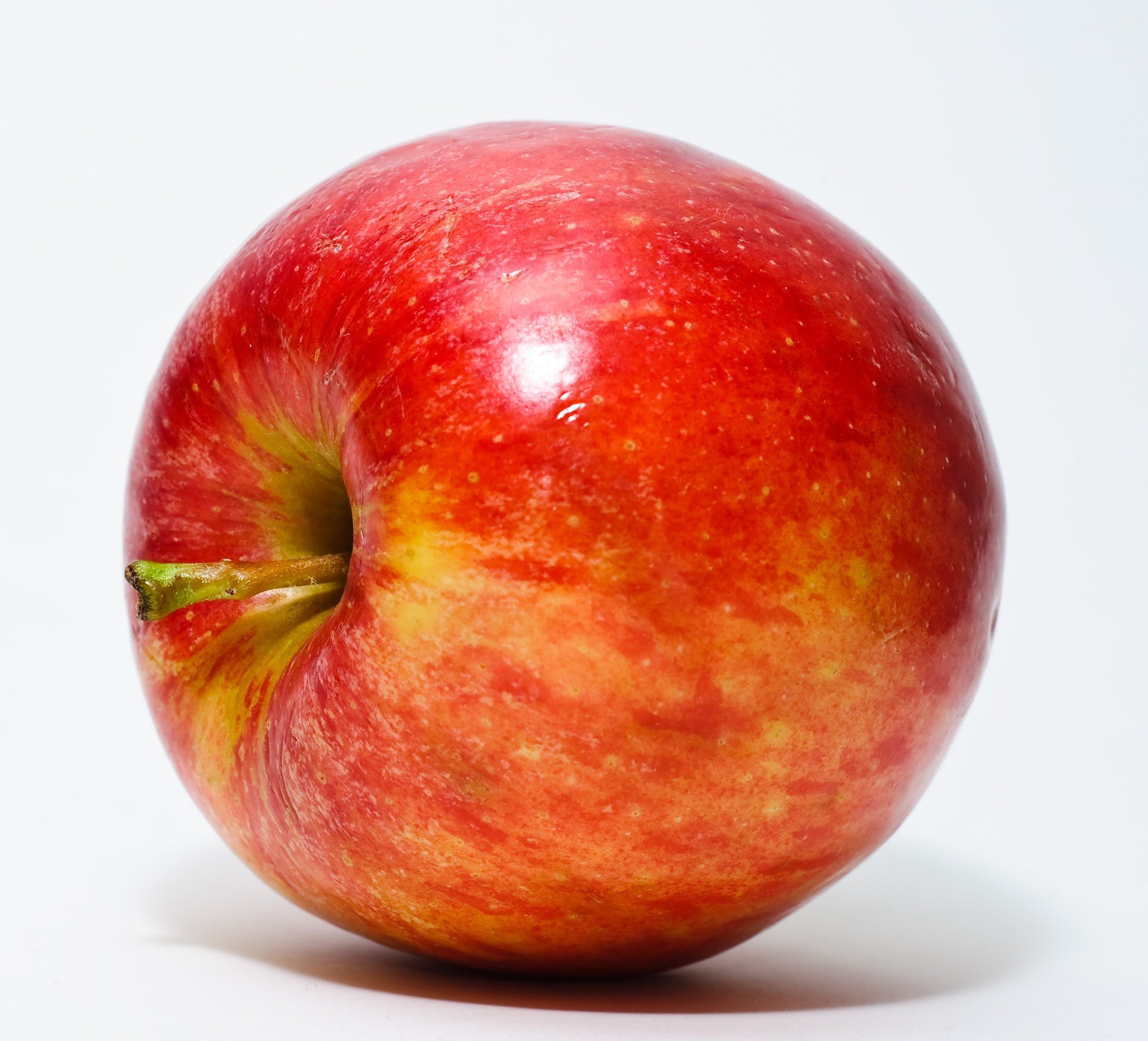
Una mela

La mela è un falso frutto che, per le sue caratteristiche, ha colpito e stimolato l'immaginario umano, entrando nel folklore e nella mitologia di vari popoli. È spesso legato al tema del peccato originale, ma anche delle gioie ultraterrene, del dominio sul mondo, assumendo talvolta anche una valenza erotica. Tra le simbologie più note, si ricordano la mela mangiata da Adamo ed Eva (sebbene l'identificazione del frutto sia controversa), il "pomo della discordia" che avrebbe dato origine alla guerra di Troia dopo il giudizio di Paride, i "pomi delle Esperidi" custodite da un drago in un giardino ai confini del mondo, le mele mistiche che danno il nome ad Avalon ("Isola delle Mele"), la mela avvelenata offerta dalla matrigna a Biancaneve e quella posta da Guglielmo Tell sulla testa del proprio figlio.

## La mela tra amore e seduzione
Nell'antica Grecia, lanciare una mela equivaleva a una dichiarazione d'amore o era un chiaro invito per un convegno amoroso. Testimonianze di tale uso si trovano nelle Nuvole di Aristofane e nei Dialoghi delle cortigiane di Luciano. Nel primo caso si consiglia ai giovani di non frequentare i bordelli perché "mentre, a bocca aperta, guardano una qualche bella prostituta, lei potrebbe coinvolgerli gettando loro una mela"; nel secondo, invece, una cortigiana si lamenta perché il suo amante "getta la mela ad altre" piuttosto che pensare a lei.
Un esempio è anche nel mito di Aconzio e Cidippe, di epoca ellenistica, raccontato negli Aitia di Callimaco e poi ripreso da Ovidio nelle Heroides. Il giovane Aconzio, non sapendo come conquistare la bella Cidippe, di cui si è innamorato, fa in modo che rotoli nelle sue vicinanze una mela su cui lui ha inciso la frase "Giuro per il santuario di Artemide che sposerò Aconzio". Quando la ragazza raccoglie la mela e legge ad alta voce, il suo diviene un vero e proprio giuramento e, nonostante sia promessa a un altro uomo, dopo varie peripezie suo padre non può fare altro che concederne la mano al giovane.
Per tale usanza, di cui i precedenti sono gli esempi più noti, il pomo della discordia (ovvero la mela d'oro lanciata da Eris durante il banchetto nuziale di Peleo e Teti) viene scambiato per un dono destinato "alla più bella". In realtà, nelle intenzioni della dea, non si tratta di un oggetto di seduzione bensì di uno strumento della sua vendetta per non essere stata invitata - lei sola - al matrimonio, e il successivo giudizio di Paride sarà poi all'origine della guerra di Troia a causa del rapimento (o fuga) di Elena.
In generale, nell'antichità, la mela era simbolo di fertilità e quella rossa, nello specifico, dell'amore.

## La mela come premio dell'immortalità
Nell'antica ballata inglese Thomays the Rymour (Thomas the Rhymer, cioè Thomas il rimatore) la regina delle fate avverte il protagonista di non mangiare alcuna mela o pera che cresca nel suo giardino, perché mangiare il cibo dei morti gli impedirebbe di tornare nel mondo dei vivi.

## Ilmalume il peccato originale
È attestata la rappresentazione di Gesù bambino nell'atto di tenere una mela nella mano sinistra, ovvero - simbolicamente - di prendere su di sé il peso del peccato originale salvando l'uomo. Un esempio è nella Madonna del Roseto del Francia e nella Madonna dell'orto con rose, fiordalisi, margherite, fiori di fragole ed erbe aromatiche di Martin Schongauer.

## Il mondo in una mela
Nel libretto de Il pomo d'oro scritto nel 1667 da Francesco Sbarra, la "mela della Discordia", inizialmente assegnata da Paride a Venere come nel mito classico, viene infine donata da Giove a Margherita Teresa di Spagna (l'opera stessa celebra il matrimonio dell'imperatrice con Leopoldo I). In tal modo, non solo il falso frutto diviene una "mela della Concordia", ma anche simbolo stesso dell'Impero (Reichsapfel) in nome di una nuova pax romana.